# Geluid (Vance)
Geluid, ook wel Lawaai is een sciencefictionverhaal geschreven door de Amerikaan Jack Vance. Hij schreef het verhaal Noise in 1952 en het werd gepubliceerd in het blad Startling Stories. In 1969 werd het opgenomen in de verhalenbundel Eight fantasms and magics gewijd aan deze schrijver.  In 1973 nam collega sciencefictionschrijver Robert Silverberg het op in zijn bundel Deep Space. Deep space verscheen in 1980 onder de titel Het verre Centaurus in de serie Bruna SF. Geluid is een verhaal uit de beginperiode van Vance als sciencefictionschrijver, maar zijn latere wijze van sfeerbeschrijving is reeds aanwezig.

## Het verhaal
Geluid is het verhaal van Howard Charles Evans. Hij komt met reddingssloep op een planeet terecht, die wordt beschenen door meerdere zonnen. Zij geven om beurten allerlei kleuren licht af, waardoor het beeld van de wereld waarop hij terecht is gekomen steeds verandert. Van rood naar blauw, en van groen tot zilver. Evans probeert vanuit zijn reddingssloep de wereld te verkennen en ziet dat hij vlak bij een meer terecht is gekomen. Als hij tijdens latere dagen het meer verder verkent ziet hij wezens en een dorp nabij het meer, zodra hij er naar toeloopt verdwijnen die weer. Als hij meerdere keren die wandeling onderneemt begint hij geluid waar te nemen, waar niets blijkt te zijn. Hij is zich ervan bewust dat zijn geest hem waarschijnlijk in de maling neemt. De geluiden nemen hemelse klanken aan.
Evans wordt gered en meegenomen terug naar Aarde. Als hij er aankomt wordt hij gek van het lawaai, stapt in zijn reddingssloep en vlucht weg. Hij laat daarbij zijn redders verbijsterd achter met een verslag van zijn ervaringen.